# تمويه الطائرات

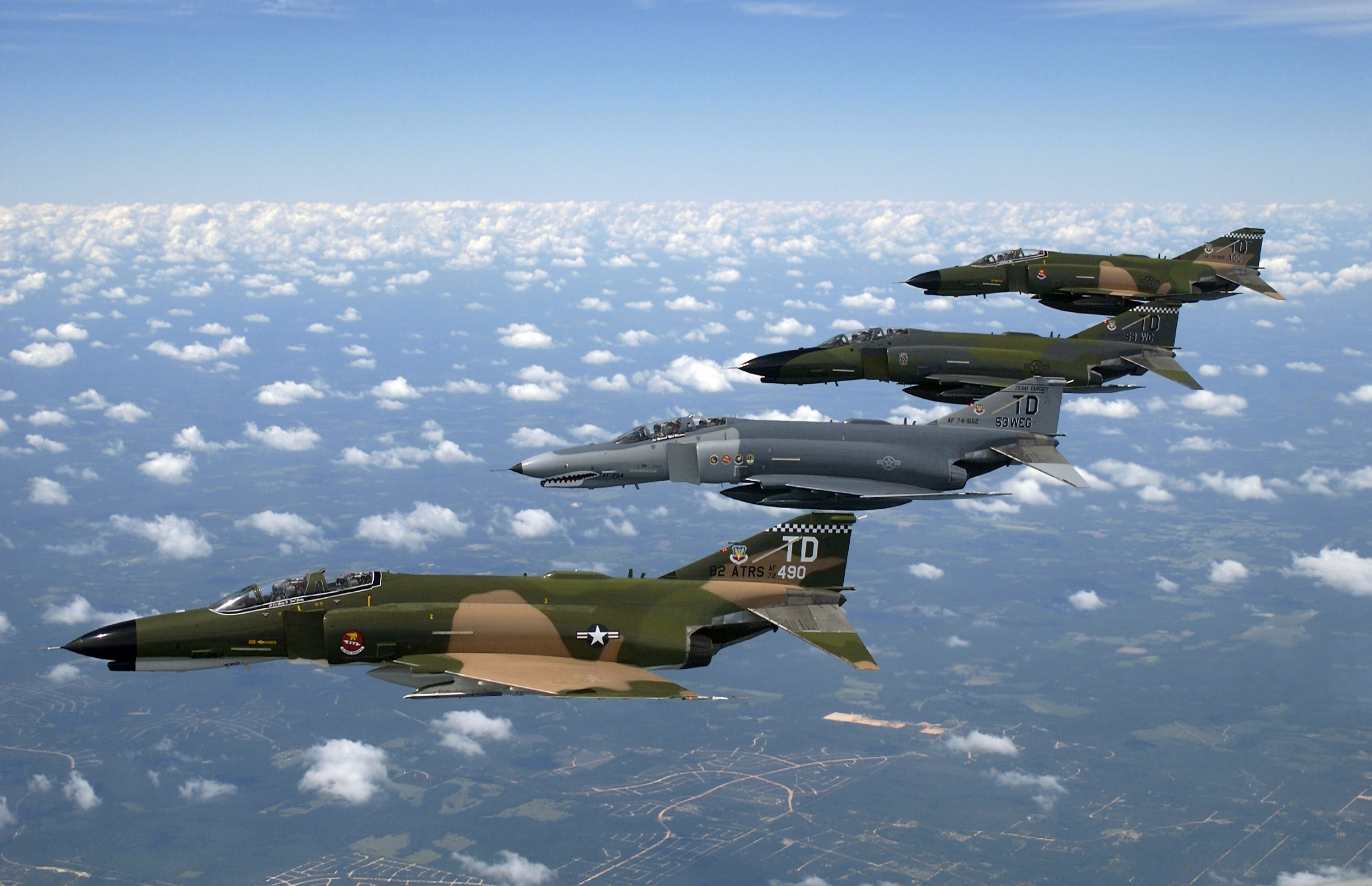
مجموعة من أشكال التمويه لتشكيلة طائرات إف-4 فانتوم الثانية

تمويه الطائرات هو استخدام تقنيات التمويه مثل أساليب تغيير اللون وشكل الإضاءة في الطائرات العسكرية ليصبح من الصعب رؤيتها على الأرض، في السماء، أو لزيادة صعوبة قياس سرعتها، مدى بعدها أو ارتفاعها. يعتمد التمويه العسكري بشكل كبير على نوع البيئة، وهو فعال بالنسبة للرؤية البشرية، رغم أن بعض الأنظمة الكهربائية البصرية يمكن أن تشوش أيضا. هذا لايعيق التحديد بالرادار أو أجهزة الملاحقة الحرارية بالرغم من أن بعض الدهانات تحوي مواد معينة تعيق هؤلاء أيضا.
تعتبر ألوان وأشكال التمويه موضوع بحث ووضع نظريات ومعظم البلدان لديها مواصفات واضحة لهذه التطبيقات وهي فريدة بما فيه الكفاية لجعل المشغل المقصود يعرف الطائرة في معظم الحالات حتى وإن كانت الإشارة القومية غير مرئية. الألوان والأشكال تغيرت عبر الزمن، كلما جُربت نظرية جديدة، وتغيرت متطالبات الحرب. خلال وبعد الحرب العالمية الثانية، اختبر مشروع أضواء يهودي التمويه بالاضاءة العكسية (بالإنجليزية:  counter-illumination)‏ باستخدام المصابيح لزيادة سطوع الطائرة لتُشابه المحيط الخارجي. بحثت التجارب الأخيرة في استخدام أنظمة التمويه النشط باستعمال الأضواء المنبعثة والتي تسمح بتغيير الألوان والأشكال حسب المحيط الخارجي.
أول تمويه للطائرات كان في الحرب العالمية الأولى، وأصبح التمويه يستخدم في معظم الحالات منذ ذلك الوقت.
يزال التمويه عندما لايكون هناك تهديد جوي أو مضادات جوية يعتد بها، وذلك لتقليل كلفة صيانة تشطيبات التمويه والتي تضيف وزناً وزيادة في الاحتكاك، مع الحاجة المستمرة لصيانة دورية.

## الاستعمال
تمويه الطائرات معقد بسبب حقيقة أن شكل المحيط بالطائرة يتغير بشكل كبير، حسب موقع الراصد، طبيعة المحيط وحركة الطائرة. لهذا السبب، العديد من الطائرات تطلى بنفس شكل السماء عندما تراها من الأسفل، وأيضا لتقابل كلا المشهدين السفلي و العلوي من طائرة أخرى.هذا مايعرف بالظل المعكوس (بالإنجليزية: Countershading)‏ وهو مفيد للطائرات خاصة القاذفات الثقيلة التي لاتشترك في القتال الجوي. بسبب طريقة سطوع الضوء عليها، شكل الأسود والأبيض يكون حاضراً حتى لو كنت الطائرة كلها بلون واحد، والذي سوف يؤثر على الحجم الظاهري للطائرة. يمكن أن تصنع تحسينات إضافية في هذا المجال بطلاء الطائرة بعدة ألوان طبيعية مع تشطيبات غير عاكسة.

### التمويه الليلي

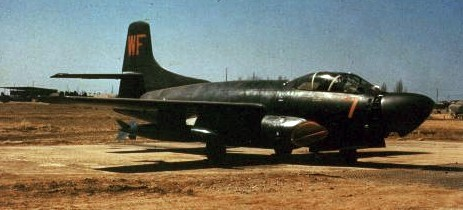
الحرب الكورية المقاتلة الليلية بطلاء أسود بالكامل

الطائرات العسكرية التي تطير في الليل عادة ما تطلى باللون الأسود أو بالألوان الداكنة، يطبق اللون على الجوانب فقط لبعض الطائرات وأخرى تطلى بالكامل، لتقليل خطر رؤيتها من كاشفات العدو أو بالمقاتلات الليلية. على سبيل المثال، الطائرة الليلية هنيكل إتش إي 111 طليت أسفلها كله بالأسود، مع رقع داكنة تضمن بعض الفضي الكاشف أو البني من أعلاها.

### التمويه الأرضي

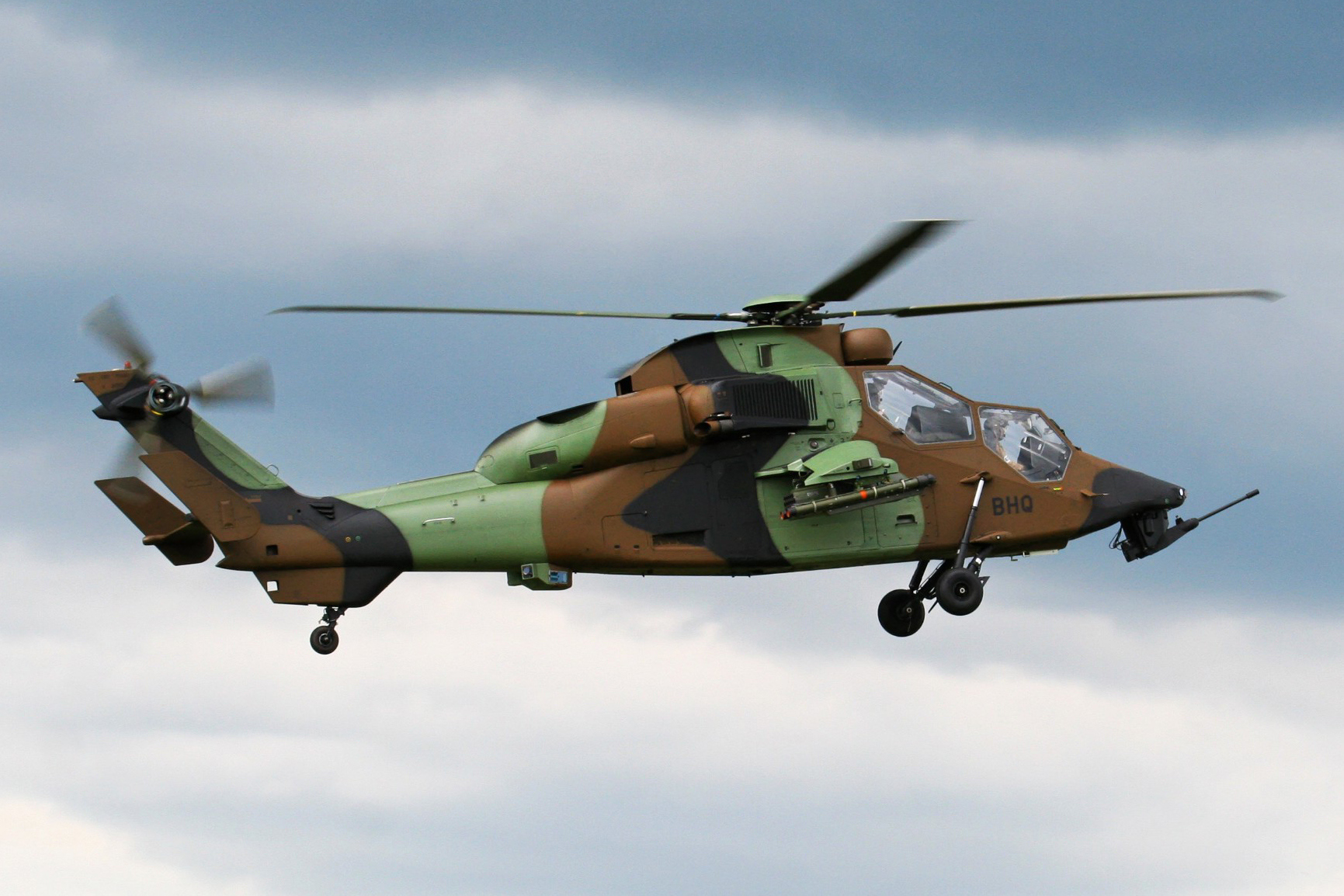
طائرة الجيش الفرنسي يوروكوبتر تايغر تظهر التمويه الأرضي

يستخدم التمويه عادة لتأخير الرؤية من السماء لطائرة بقرب أو على الأرض. استخدمت نماذج مختلفة لخفي الطائرة فوق بيئة معينة. تستخدم الألوان الرملية الخفيفة للطيران فوق الصحراء، يستخدم الأزرق والرمادي للطيران فوق البحر، والأخضر والبني للطيران فوق الغابات. تكون الطائرة الممّوهة سواء على الأرض أو التي تطير على علو منخفض وفي وضح النهار عرضة للكشف من الأعلى بسبب ظلها الأسود المطبوع على الأرض. هذا يخفف تأثير تمويه الطائرات بشكل فعال في ارتفاعات 3000 قدم (910 متر)، خصوصاً إذا كانت الأرض بلون فاتح ومتجانسة التضاريس.

### التمويه الجوي

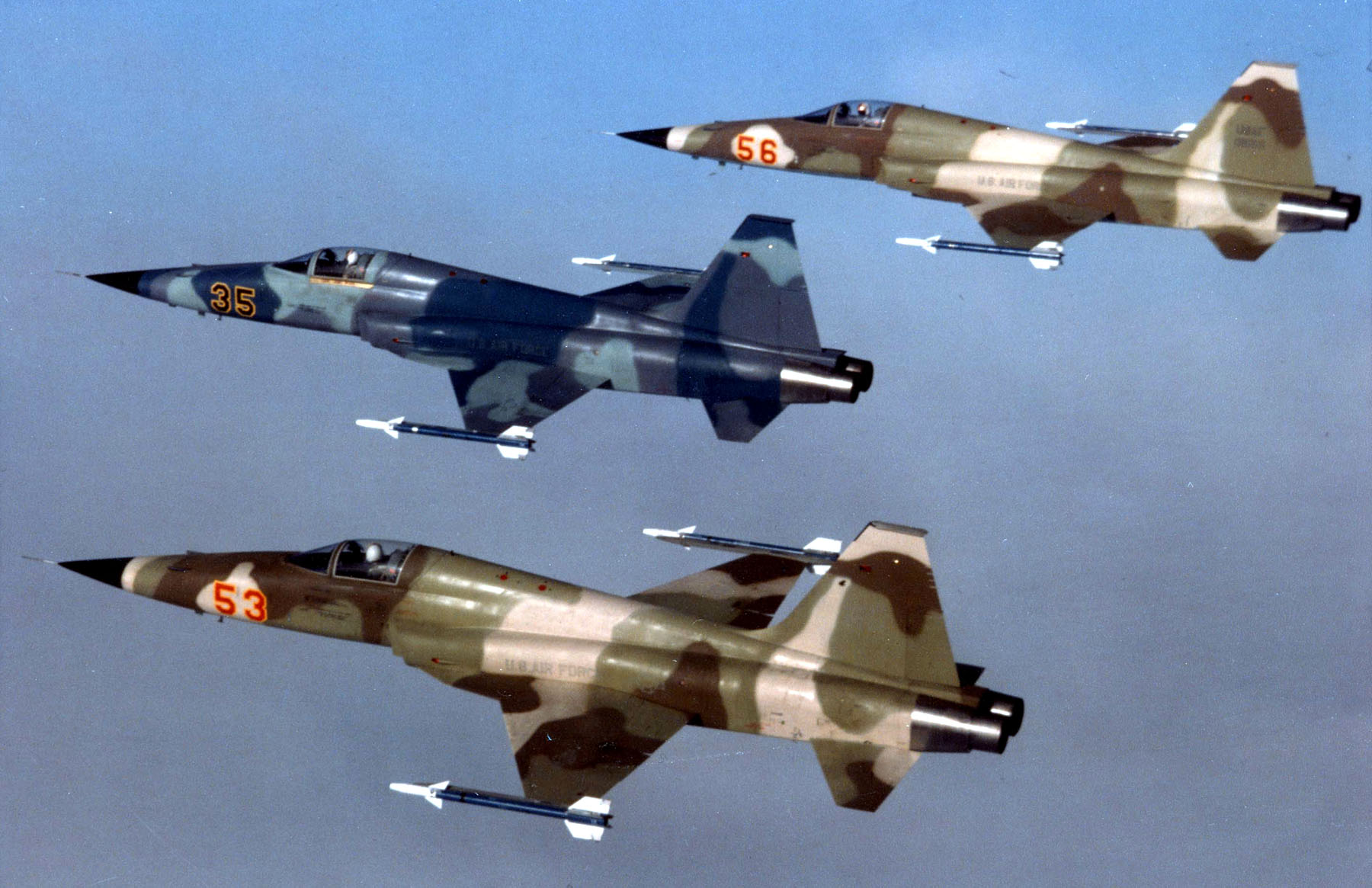
طائرتان بنماذج مشطبة نورثروب إف-5، نماذج التمويه: نموذج أزرق للتمويه جو-جو نموذج بني ورملي للتمويه الأرضي

التمويه لطائرة في الجو له عدة أغراض.فهو يهدف إلى إخفاء الطائرة ولكن ببعض النقص، يمكن أن يخفي ارتفاع أو بعد الطائرة. بعض تأثيرات التمويه تستخدم على الطائرات بطلاء زائف على قمرة الطيار على الجانب السفلي من الطائرة، واستخدام الظل المعكوس (طلاء مناطق بحيث تظهر بشكل طبيعي بدرجة لون خفيف ومظلل، والعكس بالعكس). مثل تقنية التنكر المسبق (بالإنجليزية: Automimicry)‏ يمكن أن تشوش طيار العدو وتعطي مناورة وأفضلية حاسمة للطائرة المدهونة.
السرعة العالية للطائرات الحديثة، والاعتماد على الرادار والصواريخ لهزيمة العدو قللت من قيمة التمويه البصري، وزادت من قيمة معايير تقنية التخفي.

### التمويه النشط

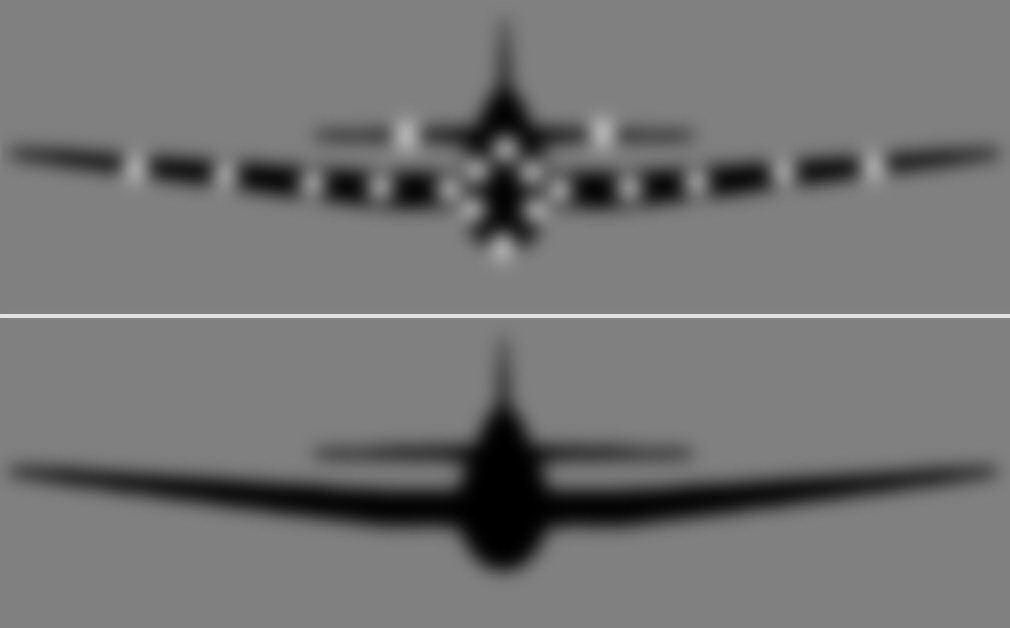
ترفع أضواء يهودي معدل سطوع الطائرة لتُشابه السماء.

في السنوات الأولى من الحرب العالمية الثانية، كان يو بوت الألماني يستطيع الهرب من الطائرات بسبب رصدها من بعيد على شكل نقطة سوداء، مهما كان نوع ألوان التمويه التي تستخدمها. لحل هذه المشكلة، في عام 1943 عملت البحرية الأميركية، يتبعها الكندية اختبار للتمويه الضوئي المنتشر (بالإنجليزية: Diffused lighting camouflage)‏ ، والذي أدى إلى تجارب سرية على الظل المعكوس تحت مشروع يهودي. يوضع مصابيح موجهة الأشعة (بالإنجليزية: Sealed beam)‏ على مقدمة الجناح الأمامي لطائرة جرومان تي بي أف أفنجر (بالإنجليزية: Grumman TBF Avenger)‏ وحول غطاء المحرك حيث تكون المصابيح موجهة إلى الأمام. شدة إضاءة المصابيح كانت كافية لتقابل الطائرة شكل السماء بالنسبة لراصد على سفينة سطح. لا ترصد الطائرة المزودة بمصابيح يهودي إلا من بعد ميلين (3.2 كم) بينما كانت ترصد في الأحوال العادية من مسافة 12 ميل (19 كم).
رغم نجاح المشروع إلا أنه لم يوضع في الإنتاج الفعلي بسبب تطور التحديد بالرادار.
خلال الحرب الفيتنامية، عادت تجارب أضواء يهودي، وهذه المرة وضعت على طائرة إف-4 فانتوم مدهونة بتمويه اللون الأزرق والأبيض الباهت. قللت التجارب مدى البعد حيث يمكن للراصد رؤيتها ب 30%. في 1997، تم البحث في التمويه النشط مرة أخرى، هذه المرة بالأضواء الفلورية الضعيفة أو بالبوليمرات ضعيفة انتشار الضوء التي تغطي معظم سطح الطائرة. سرعان ماغيرت الدوائر الكهربائية التي يتحكم بها الحاسوب نوعية الأضواء لتشوش الرؤية البشرية والأجهزة الكشف البصرية الكهربائية.

## وصلات إضافية
- A series of experimental camouflage patterns نسخة محفوظة 19 سبتمبر 2018 على موقع واي باك مشين. tried on the إف-111 آردفارك
- 2009 Aggressor Blue camouflage نسخة محفوظة 3 مارس 2016 على موقع واي باك مشين. on an إف/إيه-18إي/إف سوبر هورنت
- German Lozenge Aircraft Camouflage